# ساکسی فراگرا اوربیوم
ساکسی فراگرا اوربیوم(نام علمی: Saxifraga ×urbium) نام یک گونه از تیره خاراشکنیان است.